# Роймовская
Ро́ймовская — исчезнувшая деревня, находившаяся в составе Бураковского общества Авдеевской волости Пудожского уезда Олонецкой губернии. Ныне место, где ранее располагалась деревня, относится к территории Авдеевского сельского поселения Пудожского района Республики Карелия (Россия).

## География
Согласно описанию 1873 года, деревня находилась при озере Ижгорском. В данном случае, очевидно, налицо ошибка и имеется в виду более крупное соседнее озеро Тягозеро. Согласно описанию 1905 года, Роймовская стояла на реке Шалице. Таким образом, селение располагалось в том месте, где Шалица вытекает из Тягозера, устремляясь к следующему крупному водоёму на своём пути — озеру Купецкому. К югу от Роймовской по берегу реки была расположена деревня Лядинская, ныне не существующая, юго-западнее, на берегу Купецкого озера — деревни Бураковская (центр общества), Новинская и Кисляковская:173, также исчезнувшие (Бураково, оставаясь неупразднённым населённым пунктом Пудожского района, по факту не имеет постоянных жителей).
Деревня Роймовская, как и другие поселения Бураковского общества, находилась справа от просёлочной дороги, которая вела от уездного города Пудожа в направлении города Повенец. Расстояние от Роймовской до уездного города, где имелось ближайшее почтовое отделение и становая квартира 1-го стана, к которому относилась деревня (из двух, на которые делился уезд), составляло 41 версту. Расстояние до волостного правления, помещавшегося в деревне Авдеевской — 4 версты, до ближайшей деревни Лядинской, где была школа — 1 верста. До ближайшей пароходной пристани было 56 вёрст.

## Название
Другие варианты названия поселения — Роимова, Ряйкуева, Роймуева, Руймуева, Рокмоевская. Название деревни Роймовской возводится к имени первопоселенца вепсского происхождения, которого, вероятно, звали Роймуй:42—43. Такая ситуация достаточно типична для Заонежья: в частности, названия деревень, зафиксированные в XVIII веке, часто происходят от имён крестьян, живших в этих местах в середине XVI века.

## История
Если версия с происхождением названия деревни от имени первопоселенца Роймуя верна, то деревня Роймовская возникла, по-видимому, не позднее 1505 года, когда в разводной грамоте на землю между Вяжицким и Юрьевским монастырями упоминается некий Микула Роймуев, который мог быть потомком первопоселенца Роймуя:43. Сама деревня впервые упоминается, по некоторым данным, в писцовой книге 1563 года. В писцовой книге 1582—1583 годов упоминается также и «выставка» (выселок) деревни Роимовой — деревня Ижгора:42.
В 1869 году в деревне было 2 двора:172. Список населённых мест Олонецкой губернии по сведениям 1873 года, обработанным Е. К. Огородниковым, даёт следующую статистику по деревне Роймовской: население составляло 12 человек, из них 6 мужчин и 6 женщин, которые помещались в 3 дворах. По данным Списка населённых мест Олонецкой губернии 1905 года, составленного И. И. Благовещенским, в деревне было 3 двора и проживало 3 семьи, всего 22 человека (7 мужчин и 15 женщин). Имевшийся в наличии скот: 25 лошадей, 70 коров и 41 голова прочего скота.
По состоянию на середину второй половины 1920-х годов, деревня Роймовская (фин. Roimovskaja) входила в состав Авдеевского сельсовета Шальского района (райцентр — деревня Семёновская) Автономной Карельской ССР. В поселении было зарегистрировано 2 крестьянских хозяйства, проживало 4 человека, из них 1 мужчина и 3 женщины, 100 % населения составляли русские (по материалам Всесоюзной переписи 1926 года). К 1933 году в деревне Роймовской Авдеевского сельсовета Пудожского района остался 1 житель (женщина, русская). Более поздних упоминаний деревни не зафиксировано.